# باشگاه ورزشی کولون
باشگاه فوتبال اتلتیکو کولون (انگلیسی: Club Atlético Colón) یک باشگاه فوتبال مستقر در سانتافه، آرژانتین است که در حال حاضر در دسته دوم فوتبال آرژانتین، پریرا ناسیونال، به رقابت می‌پردازد.
این باشگاه در ابتدا به عنوان یک باشگاه فوتبال تأسیس شد و این ورزش هنوز هم فعالیت اصلی آن را تشکیل می‌دهد. همچنین دارای رشته‌های ورزشی دیگری مانند بسکتبال، والیبال، هاکی، فوتبال زنان، بوکس، فوتسال و شنا است. استادیوم این باشگاه با نام استادیوم بریگادیه ژنرال استانیسلاو لوپز، به افتخار فرماندار آرژانتینی استان Provincia de Santa Fe بین سال‌های ۱۸۱۸ تا ۱۸۳۸ نام‌گذاری شده و گنجایش ۴۰٬۰۰۰ نفر دارد. این استادیوم به نام «قبرستان فیل‌ها» معروف است. باشگاه در سال ۱۹۴۸ به اتحادیه فوتبال آرژانتین پیوست و اولین قهرمانی خود را در سال ۱۹۶۵ کسب کرد و به دسته اول صعود نمود. مهم‌ترین دستاورد باشگاه، قهرمانی در لیگ برتر آرژانتین در سال ۲۰۲۱ است. این باشگاه همچنین در کوپا سودامریکانا ۲۰۱۹ به مقام نایب‌قهرمانی رسیده و در سال ۱۹۵۰ جام «کوپا د اونور» دسته دوم را به دست آورده است. در نهایت، به عنوان یک موفقیت شخصی، این باشگاه در سال ۱۹۶۴ برابر سانتوس اف سی، باشگاه پلِه، به پیروزی دست یافته است.

## تاریخچه
باشگاه فوتبال کولون در ۵ مه ۱۹۰۵ به عنوان «باشگاه فوتبال کولون» توسط گروهی از دوستان که به فوتبال علاقه‌مند بودند، تأسیس شد. این باشگاه به افتخار کریستف کلمب، کسی که یکی از پسران در آن زمان در حال مطالعه زندگی‌نامه‌اش بود، نام‌گذاری شد. یک باشگاه فوتبال مستقر در سانتافه، آرژانتین است که در حال حاضر در دسته دوم فوتبال آرژانتین، پریرا ناسیونال، به رقابت می‌پردازد.
در سال ۱۹۶۵ کولون عنوان قهرمانی دسته دوم آرژانتین را به دست آورد.

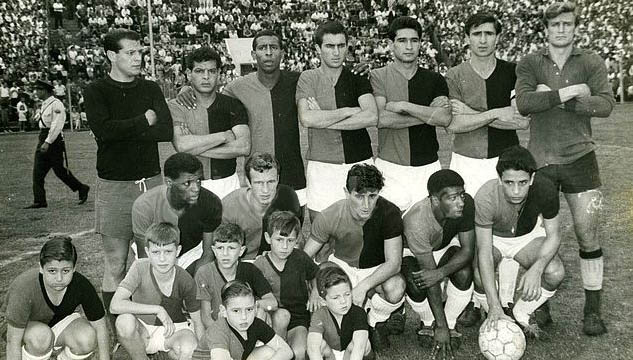
تیم ۱۹۶۵ که عنوان قهرمانی دسته دوم را کسب کرد و به دسته اول صعود نمود

اولین بازی کولون در دسته اول در تاریخ ۶ مه ۱۹۶۶ مقابل چاکاریتا جونیورز برگزار شد. پس از اولین فصل در سطح بالای فوتبال، کولون در جایگاه شانزدهم قرار گرفت اما سال بعد ساختار فوتبال آرژانتین تغییر کرد و هر فصل دو قهرمانی برگزار شد، متروپولیتانو و ناسیونال، با ورود به مسابقات ناسیونال فقط برای تیم‌های بالاتر متروپولیتانو در دسترس بود. کولون تا سال ۱۹۶۸ نتوانست وارد ناسیونال شود، هرچند در آن سال جایگاه ششم را کسب کرد.
کولون در ناسیونال ۱۹۷۲ در گروه خود در جایگاه دوم قرار گرفت.
در سال ۱۹۷۵ تیم عملکرد خوبی در متروپولیتانو داشت و در جایگاه ششم قرار گرفت. دو سال بعد این عملکرد بهتر شد و کولون در متروپولیتانو در جایگاه پنجم ایستاد اما در ناسیونال با مشکل روبرو شد. در سال ۱۹۷۸ کولون به مرحله حذفی ناسیونال رسید اما در یک‌چهارم نهایی توسط ایندیپندنته شکست خورد. 
کولون در سال ۱۹۸۱ از متروپولیتانو سقوط کرد و تنها ۶ بازی در آن فصل برد. بازگشت به دسته اول ۱۴ سال طول کشید و کولون در فصل ۱۹۹۵–۹۶ به سطح اول بازگشت. در این دوره، تیم چندین بار نزدیک صعود شد و در بازی‌های پلی‌آف ارتقا در ۱۹۸۸–۸۹ به رقیب دیرینه خود یونیون با مجموع ۳–۰ باخت و در ۱۹۹۲–۹۳ نیز در پلی‌آف قهرمانی و مراحل جانبی شکست خورد. 
پس از چند فصل میانی، کولون در ۱۹۹۷ تورنمنت کلاوسورا در جایگاه دوم قرار گرفت که تا کنون بالاترین رتبه تیم است. از آنجایی که ریور پلاته هر دو عنوان را کسب کرد، پلی‌آف بین دو تیم دوم لازم بود. در دسامبر ۱۹۹۷ کولون ایندیپندنته را ۱–۰ شکست داد و به کوپا لیبرتادورس ۱۹۹۸ صعود کرد. در فصل ۲۰۱۶–۱۷، میانگین حضور هواداران در خانه ۲۵٬۰۰۰ نفر بود.
بزرگ‌ترین دستاورد ورزشی این باشگاه قهرمانی در جام حرفه‌ای لیگ در سال ۲۰۲۱ بود.

### رقابت‌های بین‌المللی
کولون برای اولین بار در آمریکای جنوبی در کوپا کونمبول ۱۹۹۷ مقابل دانشگاه شیلی شرکت کرد و به نیمه‌نهایی رسید که در آنجا به تیم آرژانتینی لانوس باخت.
آن‌ها در فصل بعد در معتبرترین تورنمنت باشگاهی آمریکای جنوبی (کوپا لیبرتادورس) شرکت کردند. اولین بازی آن‌ها در مرحله گروهی با شکست ۲–۱ در خانه مقابل ریور پلاته بود، اما توانستند به مرحله حذفی صعود کنند. پس از پیروزی برابر المپیا با ضربات پنالتی، دوباره با ریور پلاته روبرو شدند اما در یک‌چهارم نهایی با مجموع ۵–۲ شکست خوردند.
در کوپا سودامریکانا ۲۰۰۳، کولون برای سومین رقابت قاره‌ای خود (کوپا سودامریکانا) صعود کرد و قبل از باخت به بوکا جونیورز، ولز سارسفیلد را شکست داد.